# Coppa Italia Dilettanti 2016-2017
La Coppa Italia Dilettanti 2016-17 è la cinquantunesima edizione di un trofeo di calcio, al quale partecipano tutte le squadre iscritte ai campionati di Eccellenza, oltre ad alcune di Promozione. La squadra vincitrice acquisisce il diritto a partecipare al campionato di Serie D 2017-2018.

## Formula
La competizione prevede una prima fase regionale, organizzata e gestita dai Comitati Regionali stessi che ne stabiliscono la formula. Ogni comitato deve segnalare la squadra qualificata alla fase nazionale della competizione, che deve necessariamente militare in Eccellenza e che viene insignita del titolo di Campione di Coppa Regionale.
Le 19 squadre qualificate dai tornei regionali verranno suddivise in 8 raggruppamenti:
1. Liguria - Lombardia - Piemonte-Valle d'Aosta
2. Friuli-Venezia Giulia - Trentino-Alto Adige - Veneto
3. Emilia-Romagna - Toscana
4. Marche - Umbria
5. Lazio - Sardegna
6. Abruzzo - Molise
7. Basilicata - Campania - Puglia
8. Calabria - Sicilia

I gruppi composti da tre squadre si affronteranno in un torneo triangolare di sola andata, mentre delle singole gare si svolgerà sia l'andata che il ritorno.
Tutti i turni successivi si svolgeranno in gare di andata e ritorno, tranne la finale che sarà a gara unica.

## Riepilogo fase regionale
| Coppa Regionale              | Vincitrice      | Finalista               | Risultato      | Partecipanti                                                                      |
| ---------------------------- | --------------- | ----------------------- | -------------- | --------------------------------------------------------------------------------- |
| Coppa Abruzzo                | Paterno         | Martinsicuro            | 1 - 0 (dts)    | le 18 di Eccellenza                                                               |
| Coppa Basilicata             | Moliterno       | Real Senise             | 5 - 2          | le 16 di Eccellenza                                                               |
| Coppa Calabria               | Vigor Lamezia   | Scalea                  | 2 - 0          | 48 (16 di Eccellenza e 32 di Promozione)                                          |
| Coppa Campania               | Portici         | Ebolitana               | 3 - 2          | 93 (32 di Eccellenza e 61 di Promozione)                                          |
| Coppa Emilia-Romagna         | Rimini          | Rolo                    | 5 - 4 (d.c.r.) | le 38 di Eccellenza                                                               |
| Coppa Friuli-Venezia Giulia  | Gemonese        | Cjarlins Muzane         | 1 - 0          | le 16 di Eccellenza                                                               |
| Coppa Lazio                  | UniPomezia      | Itri                    | 3 - 1          | le 36 di Eccellenza                                                               |
| Coppa Liguria                | Sestrese        | Moconesi                | 3 - 1          | le 16 di Eccellenza                                                               |
| Coppa Lombardia              | Calcio Romanese | Ardor Lazzate           | 2 - 1          | le 49 di Eccellenza                                                               |
| Coppa Marche                 | Biagio Nazzaro  | Tolentino               | 2 - 1          | le 16 di Eccellenza                                                               |
| Coppa Molise                 | Macchia         | Vastogirardi            | 2 - 0          | 32 (16 di Eccellenza e 16 di Promozione)                                          |
| Coppa Piemonte-Valle d'Aosta | Borgaro         | Borgovercelli           | 2 - 0          | le 36 di Eccellenza                                                               |
| Coppa Puglia                 | Team Altamura   | Unione Calcio Bisceglie | 5 - 3 (d.c.r.) | le 16 di Eccellenza                                                               |
| Coppa Sardegna               | Tortolì         | Atletico Uri            | 2 - 1          | le 16 di Eccellenza                                                               |
| Coppa Sicilia                | Troina          | Milazzo                 | 2 - 1          | le 32 di Eccellenza                                                               |
| Coppa Toscana                | Baldaccio Bruni | Roselle                 | 5 - 4 (d.c.r.) | le 32 di Eccellenza                                                               |
| Coppa Trentino-Alto Adige    | Trento          | Eppan                   | 4 - 0          | 48 (16 di Eccellenza e 32 di Promozione)                                          |
| Coppa Umbria                 | Villabiagio     | Angelana                | 2 - 1          | le 16 di Eccellenza                                                               |
| Coppa Veneto                 | Clodiense       | Ambrosiana              | 1 - 0          | le 32 di Eccellenza                                                               |
| Totale                       | 19 club ammessi | -                       | -              | 606 club partecipanti alle fasi regionali (465 di Eccellenza e 141 di Promozione) |

## Fase eliminatoria a gironi
Le 19 squadre partecipanti al primo turno sono divise in 8 gironi:
- I gironi A, B e G sono composti da 3 squadre con gare di sola andata;
- I gironi C, D, E, F e H sono composti da 2 squadre con gare di andata e ritorno.

### Girone A
| Squadra            | P.ti | G | V | N | P | GF | GS | DR |
| ------------------ | ---- | - | - | - | - | -- | -- | -- |
| 1. Calcio Romanese | 6    | 2 | 2 | 0 | 0 | 6  | 2  | +4 |
| 2. Borgaro         | 3    | 2 | 1 | 0 | 1 | 7  | 3  | +4 |
| 3. Sestrese        | 0    | 2 | 0 | 0 | 2 | 0  | 8  | -8 |

| Arbitro: | Cannata (Faenza) |

|  |           |                                              |
|  | Marcatori | 50’ Ouardi 78’ (rig.) Guariniello 83’ Vitari |

| Arbitro: | Di Francesco (Ostia) |

|                                                              |           |  |
| Pierobon 40’, 45+1’ (rig.) Arabia 51’ Piotto 66’ Zanella 71’ | Marcatori |  |

| Arbitro: | Crescenti (Trapani) |

|                                        |           |                                |
| Guariniello 32’ (rig.), 67’ Ouardi 42’ | Marcatori | 40’ (rig.) Parisi 69’ Pagliero |

### Girone B
| Squadra      | P.ti | G | V | N | P | GF | GS | DR |
| ------------ | ---- | - | - | - | - | -- | -- | -- |
| 1. Clodiense | 4    | 2 | 1 | 1 | 0 | 4  | 2  | +2 |
| 2. Trento    | 3    | 2 | 1 | 0 | 1 | 3  | 3  | 0  |
| 3. Gemonese  | 1    | 2 | 0 | 1 | 1 | 1  | 3  | -2 |

| Arbitro: | Andreano (Prato) |

|                             |           |  |
| Gattamelata 70’ Menegot 85’ | Marcatori |  |

| Arbitro: | Gandolfo (Bra) |

|                |           |                    |
| Del Riccio 49’ | Marcatori | 33’ Boscolo Zemelo |

| Arbitro: | Turrini (Firenze) |

|                                    |           |            |
| Abrefah 41’ Rivi 76’ Cacurio 90+2’ | Marcatori | 26’ Appiah |

### Girone C
| Squadra 1 | Totale               | Squadra 2       | Andata | Ritorno |
| --------- | -------------------- | --------------- | ------ | ------- |
| Rimini    | 2 - 2 (5 - 6 d.c.r.) | Baldaccio Bruni | 2 - 0  | 0 - 2   |

| Arbitro: | Cutrufo (Catania) |

|                         |           |  |
| Guiebre 17’ Arlotti 36’ | Marcatori |  |

| Arbitro: | Frosi (Treviglio) |

|                                               |                      |                                             |
| D'Urso 29’ Ruggeri 78’                        | Marcatori            |                                             |
| Andreoli Castellone Poponcini Quadroni D'Urso | Tiri di rigore 4 – 3 | Righini Arlotti Gasparotto Signorini Scotti |

### Girone D
| Squadra 1      | Totale | Squadra 2   | Andata | Ritorno |
| -------------- | ------ | ----------- | ------ | ------- |
| Biagio Nazzaro | 0 - 4  | Villabiagio | 0 - 1  | 0 - 3   |

| Arbitro: | Mori (La Spezia) |

|  |           |                |
|  | Marcatori | 21’ Porricelli |

| Arbitro: | Calzavara (Varese) |

|                                            |           |  |
| Cardarelli 15’ Gramaccia 42’ Tomassini 59’ | Marcatori |  |

### Girone E
| Squadra 1  | Totale | Squadra 2 | Andata | Ritorno |
| ---------- | ------ | --------- | ------ | ------- |
| UniPomezia | 2 - 4  | Tortolì   | 1 - 3  | 1 - 1   |

| Arbitro: | Romaniello (Napoli) |

|           |           |                                |
| Lalli 72’ | Marcatori | 37’, 55’ Nieddu 63’ Placentino |

| Arbitro: | Caporale (Abbiategrasso) |

|           |           |          |
| Figos 57’ | Marcatori | 70’ Lupi |

### Girone F
| Squadra 1 | Totale | Squadra 2 | Andata | Ritorno |
| --------- | ------ | --------- | ------ | ------- |
| Paterno   | 4 - 1  | Macchia   | 4 - 1  | 0 - 0   |

| Arbitro: | Ubaldi (Roma 1) |

|                                        |           |              |
| Aquino 11’ Puglia 15’ Leccese 20’, 61’ | Marcatori | 55’ Giordano |

| Capriati a Volturno 8 marzo 2017, ore 14:30 | Macchia        | 0 – 0 | Paterno | Stadio Comunale\| Arbitro: \| Paletta (Lodi) \| |
| Arbitro:                                    | Paletta (Lodi) |       |         |                                                 |

### Girone G
| Squadra          | P.ti | G | V | N | P | GF | GS | DR |
| ---------------- | ---- | - | - | - | - | -- | -- | -- |
| 1. Team Altamura | 4    | 2 | 1 | 1 | 0 | 3  | 1  | +2 |
| 2. Portici       | 3    | 2 | 1 | 0 | 1 | 4  | 2  | +2 |
| 3. Moliterno     | 1    | 2 | 0 | 1 | 1 | 1  | 5  | -4 |

| Arbitro: | Villa (Rimini) |

|                  |           |             |
| Picariello 90+1’ | Marcatori | 74’ Sisalli |

| Arbitro: | Quattrociocchi (Latina) |

|                                                           |           |  |
| Manzo 24’ (rig.) Olivieri 30’ Murolo 36’ Incoronato 90+3’ | Marcatori |  |

| Arbitro: | Gregoris (Pescara) |

|                             |           |  |
| Montemurro 68’ Di Senso 82’ | Marcatori |  |

### Girone H
| Squadra 1     | Totale | Squadra 2 | Andata | Ritorno |
| ------------- | ------ | --------- | ------ | ------- |
| Vigor Lamezia | 1 - 6  | Troina    | 0 - 2  | 1 - 4   |

| Arbitro: | Casalini (Pontedera) |

|  |           |                               |
|  | Marcatori | 2’ (aut.) Ferraro 79’ Adeyemo |

| Arbitro: | Pierobon (Castelfranco Veneto) |

|                                                   |           |          |
| Fernandez Cipolla 32’, 61’ Romeo 74’ Marletta 80’ | Marcatori | 59’ Leta |

## Fase a eliminazione diretta

### Quarti di finale
| Squadra 1       | Totale      | Squadra 2     | Andata | Ritorno |
| --------------- | ----------- | ------------- | ------ | ------- |
| Calcio Romanese | 2 - 2 (gfc) | Clodiense     | 1 - 0  | 1 - 2   |
| Baldaccio Bruni | 2 - 3       | Villabiagio   | 0 - 0  | 2 - 3   |
| Tortolì         | 5 - 7       | Paterno       | 4 - 4  | 1 - 3   |
| Troina          | 2 - 0       | Team Altamura | 1 - 0  | 1 - 0   |

#### Andata
| Arbitro: | Russo (Torre Annunziata) |

|            |           |  |
| Vitari 81’ | Marcatori |  |

| Anghiari 15 marzo 2017, ore 14:30 | Baldaccio Bruni     | 0 – 0 | Villabiagio | Stadio Saverio Zanchi\| Arbitro: \| Faraon (Conegliano) \| |
| Arbitro:                          | Faraon (Conegliano) |       |             |                                                            |

| Arbitro: | Silvera (Valdarno) |

|                                                 |           |                                         |
| Figos 15’ Nieddu 17’, 55’ (rig.) Alessandrì 88’ | Marcatori | 32’ (rig.), 49’, 83’ Aquino 35’ Scatena |

| Arbitro: | Beretta (Monza) |

|            |           |  |
| Souaré 56’ | Marcatori |  |

#### Ritorno
| Arbitro: | Rispoli (Locri) |

|                      |           |                 |
| Cacurio 6’ Conti 37’ | Marcatori | 24’ Guariniello |

| Arbitro: | Perri (Roma 1) |

|                                             |           |                          |
| Tomassini 44’ A. Ciurnelli 60’ Cenerini 80’ | Marcatori | 57’ Quadroni 90+2’ Bruni |

| Arbitro: | Robilotta (Sala Consilina) |

|                                     |           |            |
| Di Ruocco 51’ Aquino 61’ Vitale 80’ | Marcatori | 68’ Nieddu |

| Arbitro: | Crezzini (Siena) |

|  |           |            |
|  | Marcatori | 50’ Diallo |

### Semifinali
| Squadra 1   | Totale | Squadra 2       | Andata | Ritorno |
| ----------- | ------ | --------------- | ------ | ------- |
| Villabiagio | 4 - 2  | Calcio Romanese | 4 - 1  | 0 - 1   |
| Paterno     | 1 - 2  | Troina          | 0 - 1  | 1 - 1   |

#### Andata
| Arbitro: | Lingamoorthy (Genova) |

|                                             |           |                |
| Cardarelli 22’, 89’ Belli 44’ Tomassini 75’ | Marcatori | 60’ Santinelli |

| Arbitro: | Calvi (Bergamo) |

|  |           |           |
|  | Marcatori | 70’ Romeo |

#### Ritorno
| Arbitro: | Sfira (Pordenone) |

|                     |           |               |
| Marletta 82’ (rig.) | Marcatori | 25’ Di Ruocco |

| Arbitro: | Duzel (Castelfranco Veneto) |

|            |           |  |
| Ouardi 43’ | Marcatori |  |

### Finale
| Squadra 1   | Risultato | Squadra 2 |
| ----------- | --------- | --------- |
| Villabiagio | 3 - 2     | Troina    |

| Arbitro: | De Angeli (Milano) |

| |            | |
| Vergaini 1’ Tomassini 4’, 19’ | Marcatori  | 66’, 68’ Melillo |
| · Kikrri · Nofri · Cenerini · Ciurnelli · Vergaini · 67’ Agostini · Goretti · Trequattrini · 77’ Tomassini · Gramaccia · Porricelli · A disp.: · Righi · Bulla · Biviglia · 67’ Pettinelli · Belli · 77’ Cardarelli · Sisani | Formazioni | · Lizzoni · Del Col · Marletta · Orlando · Souaré · Tuninetti · Joao Pedro · Fricano 35’ · Ott Vale 64’ · Adeyemo · Romeo 83’ · A disp.: · Messina · Marullo · Urso Calé · Bello 83’ · Giamblanco · Melillo 35’ · Fernandez Cipolla 64’ |
| Cocciari | Allenatori | Pagana |